# プラピンポーン・カーンチャンダ
プラピンポーン・カーンチャンダ（Prapimporn Karnchanda、タイ語:  ประพิมพ์พร กาญจันดา）は、タイ王国の女優。

## 経歴
映画
- Blood Monkey（エンパイア・オブ・エイプス 2007年）チェン